# Lychnis samojedorum
Lychnis samojedorum là loài thực vật có hoa thuộc họ Cẩm chướng. Loài này được Perf. mô tả khoa học đầu tiên.